# Orizont

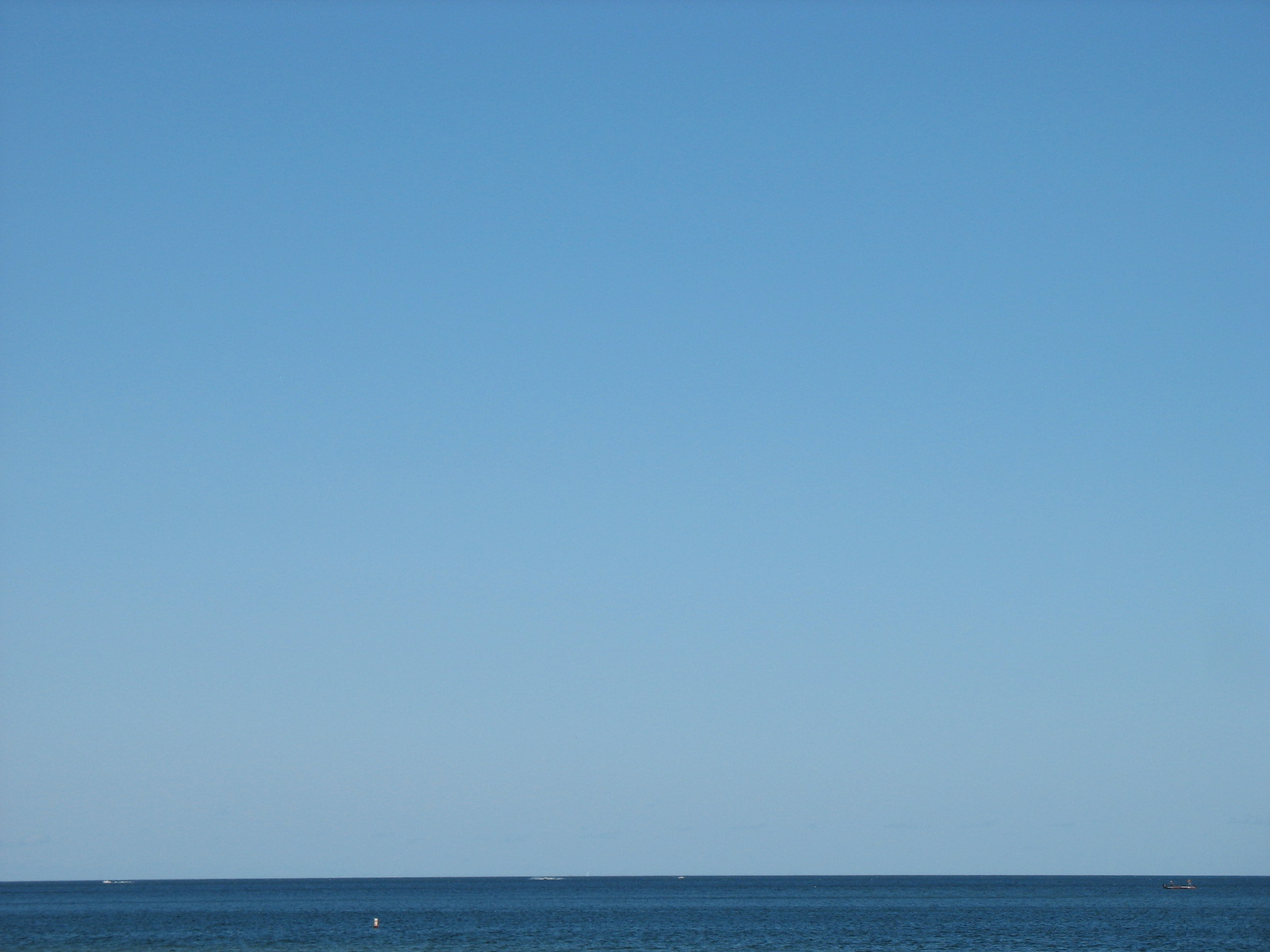
Orizont acvatic, fotografiat în nordul statului, SUA, lacul Superior.

Prin orizont (ori linia cerului) se înțelege linia aparentă, care separă uscatul de cer, linia care divide toate direcțiile vizibile în cele care intersectează suprafața planetei noastre și cele care nu o intersectează.
În numeroase locuri, adevăratul orizont este obturat de clădiri, arbori, forme de relief, așa cum sunt coline, dealuri sau munți, ș.a.m.d.. Ca atare, rezultatul intersecției dintre linia uscatului cu linia cerului devine un orizont vizibil.
Cuvântul orizont, precum și toate echivalentele sale din limbile moderne indo-europene, derivă din cuvintele din greaca veche "ὁρίζων κύκλος" (horizōn kyklos), "cerc de separare", din verbul "ὁρίζω" (horizō), "a diviza, a separa", și din cuvântul "ὅρος" (oros), "margine, reper".

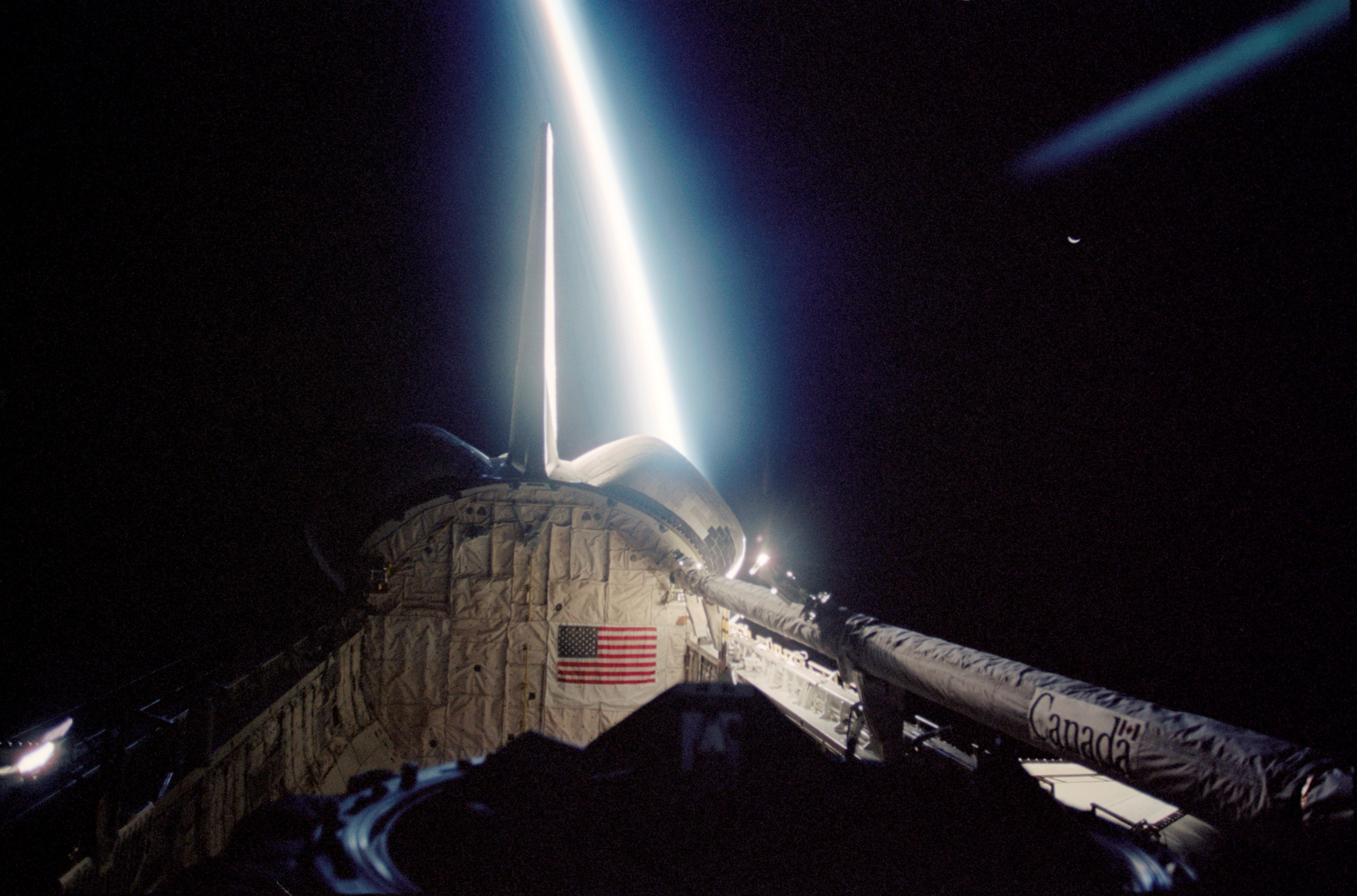
Vedere a orizontului planetei Pământ așa cum a fost observat și fotografiat de la bordul Navetei spațiale Endeavour, anul 2002.

## Distanța până la orizont

### Exemple cu unități din Sistemul Internațional
Distanța aproximativă până la orizont (adevăratul orizont), pentru un observator aflat aproape de suprafața Pământului, este dată de formula aproximativă 
{\displaystyle d\approx 3.856{\sqrt {h}}\,,}
unde d este calculată în kilometri și h este înălțimea deasupra nivelului mării măsurată în metri.
Exemple
- Pentru un observator aflat pe uscat, având distanța de la sol la nivelul ochilor de h = 1.70 m  (o valoare medie a nivelului ochilor unei persoane), orizontul se va găsi la aproximativ 5 km.
- Pentru un observator aflat pe o colină sau un turn de înălțime de 100 metri, distanța orizontului vizibil crește spectacular la circa 39 km.
- Pentru un observator aflat pe Burj Khalifa, cel mai înalt zgărie nori din lume, orizontul se va afla la o distanță de 111 km.

### Exemple cu unități de măsură anglo-saxone
Pentru unități de măsură anglo-saxone, unde d este în mile terestre (1 milă = 1609 metri sau 1 milă = 5.280 picioare) și h este dat în picioare (1 picior = 30,48 cm), formula semi-empirică de mai sus devine
{\displaystyle d\approx 1.323{\sqrt {h}}\,.}
Exemple
- Pentru un observator aflat la nivelul solului la nivelul ochilor de h = 5 picioare și 7 inch (sau 5.583 ft sau 1.70 m)  (o valoare medie a nivelului ochilor unei persoane), orizontul se va găsi la aproximativ 3.1 mile (sau 5 km).
- Pentru un observator aflat pe o colină sau turn de înălțime de circa 100 feet, orizontul se află la o distanță de 13.2 mile.
- Pentru un observator aflat pe vârful montan Aconcagua, având 22,841 picioare, orizontul marin către vest va fi de circa 200 mile.

Aceste formule includ și efectul refracției atmosferice.